# ادیویکی‌ادیگیهالی
ادیویکی‌ادیگیهالی (به انگلیسی: Adivikyadigihalli) یک منطقهٔ مسکونی در هند است که در کارناتاکا واقع شده‌است.